# آرتیک ژالیف
آرتیک ژالیف (۱۹۳۳–۲۰۰۰) بازیگر اهل کشور اتحاد جماهیر شوروی و ترکمنستان بود. از فیلم‌هایی که او در آن بازی کرده‌است می‌توان به فیلم ابوریحان بیرونی اشاره نمود.